# Samsung Galaxy J4+
O Samsung Galaxy J4+ (Samsung Galaxy J4 Plus) é um smartphone Android fabricado pela Samsung Electronics. Foi apresentado em 19 de setembro de 2018 e lançado um mês depois.

## Especificações

### Hardware
O Galaxy J4+ é alimentado por um SoC Snapdragon 425 com um CPU quad-core ARM Cortex-A53 1.4 GHz, uma GPU Adreno 308 com 2 ou 3 GB de RAM e 16 ou 32 GB de armazenamento interno que pode ser expandido até 256 GB através de um cartão microSD.
Tem um ecrã LCD TFT de 6,0 polegadas com resolução HD Ready. A câmara traseira de 13 MP tem uma abertura de f/1.9 e inclui focagem automática, flash LED, HDR e vídeo Full HD. A câmara frontal é de 5 MP com uma abertura de f/2.2.

### Software
O Galaxy J4+ possui o Android 8.1 "Oreo" e a Experience UI da Samsung. Em janeiro de 2019, foi anunciada uma atualização 9.0 “Pie” e One UI, que foi disponibilizada em abril de 2019.